# Cotesia diurnii
Cotesia diurnii är en stekelart som beskrevs av Rao och Nikam 1984. Cotesia diurnii ingår i släktet Cotesia och familjen bracksteklar. Inga underarter finns listade i Catalogue of Life.